# Хънт (окръг, Тексас)
Окръг Хънт (на английски: Hunt County) е окръг в щата Тексас, Съединени американски щати. Площта му е 2284 km², а населението - 76 596 души (2000). Административен център е град Грийнвил.